# Omniglypta cerina
Omniglypta cerina is een Scaphopodasoort uit de familie van de Omniglyptidae. De wetenschappelijke naam van de soort is voor het eerst geldig gepubliceerd in 1905 door Pilsbry.